# 鎌足村
鎌足村（かまたりむら）は、千葉県君津郡（望陀郡）にかつて存在した村である。現在の木更津市中南部（かずさアカデミアセンター周辺）に位置していた。

## 沿革
村名は藤原鎌足にちなむ。
- 1889年（明治22年）4月1日 - 町村制施行により、矢那村、草敷村が合併し、望陀郡鎌足村が発足。
- 1897年（明治30年）4月1日 - 望陀郡が統合されて君津郡となる。
- 1954年（昭和29年）11月3日 - 木更津市に編入。同日鎌足村廃止。